# مشت خونین ۶: زمین صفر
مشت خونین ۶: زمین صفر (به انگلیسی: Bloodfist VI: Earth Zero) نام یک فیلم ویدئویی آمریکایی در ژانر اکشن محصول سال ۱۹۹۴ با بازی دون ویلسون و کارگردانی ریک جاکوبسون است.